# ديانا ميليغان
ديانا ميليغان هي ممثلة كندية، ولدت في 1972 بفانكوفر في كندا.

## وصلات خارجية
- ديانا ميليغان على موقع IMDb (الإنجليزية)
- ديانا ميليغان على موقع قاعدة بيانات الفيلم (الإنجليزية)